# Wojciech Krzemiński (astronom)
Wojciech Krzemiński (ur. 20 maja 1933, zm. 5 sierpnia 2017) – polski astronom, doktor habilitowany, emerytowany profesor Centrum Astronomicznego im. Mikołaja Kopernika Polskiej Akademii Nauk i Carnegie Institution Observatories.

## Życiorys
Absolwent Państwowego Gimnazjum i Liceum im. Stefana Batorego w  Warszawie (1951). Studiował na Uniwersytecie Warszawskim, gdzie jego profesorami byli Stefan Piotrowski i Włodzimierz Zonn. Na początku lat 60. XX wieku odbył praktyki w Obserwatorium Licka i Obserwatorium Lowella w Stanach Zjednoczonych, a pod koniec lat 60. był stypendystą Carnegie Institution. W 1973 roku wyjechał – jako pierwszy polski astronom – do Obserwatorium Las Campanas w Chile, należącego do tej instytucji. W latach 70. aktywnie współpracował z profesorami Bohdanem Paczyńskim i Józefem Smakiem przy budowie Centrum Astronomicznego im. Mikołaja Kopernika przy ul. Bartyckiej w Warszawie. W latach 80. otrzymał propozycję objęcia funkcji resident administrator astronomer – zarządcy Las Campanas, którą sprawował przez 16 lat. Przez wiele lat mieszkał w mieście La Serena w Chile nad Pacyfikiem. W 2011 roku wrócił do Polski, mieszkał w Warszawie. Uczestniczył w programach naukowych i obserwował gwiazdy.

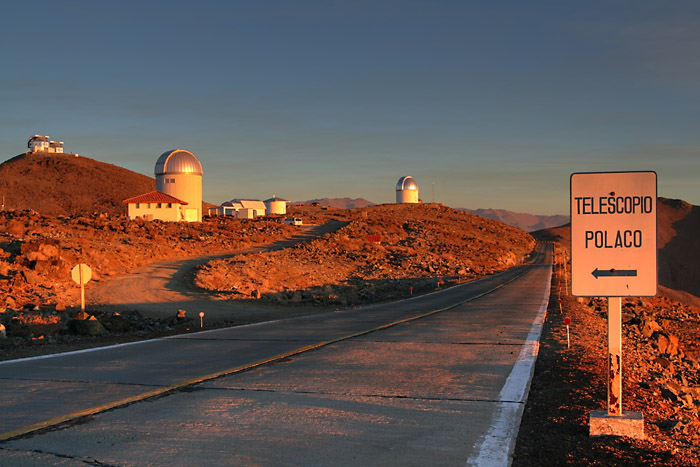
Obserwatorium w Las Campanas w Chile z drogowskazem do „polskich teleskopów” wybudowanych w tym obserwatorium m.in. dzięki Wojciechowi Krzemińskiemu, Bohdanowi Paczyńskiemu, Marcinowi Kubiakowi i Andrzejowi Udalskiemu

## Dorobek naukowy
Wojciech Krzemiński był jednym z pierwszych obserwatorów, którzy w latach 60. udowodnili podwójną naturę zmiennych kataklizmicznych. Wspólnie z Józefem Smakiem zasugerowali, że w obiektach tych zachodzi proces akrecji materii i poprawnie zinterpretowali ich krzywe zmian blasku jako pochodzące od dysku akrecyjnego uderzanego przez wąski strumień materii wypływającej przez wewnętrzny punkt Lagrange’a z mniej masywnego składnika układu.
Również w latach 60., prowadząc dokładne pomiary jasności nowych karłowatych typu U Geminorum, odkrył 4 grudnia 1961 roku wyraźne zaćmienia U Geminorum powtarzające się z okresem 4 godzin 14 minut i 45 sekund, jednoznacznie po raz pierwszy dowodząc, że mamy do czynienia z układem podwójnym.
Oryginalny model Krzemińskiego interpretował obserwowaną krzywą zmian blasku jako konsekwencję nierównomiernie świecącej powierzchni białego karła, w którą uderzała struga materii ściąganej z towarzysza. Wkrótce jednak okazało się, że w przypadku U Geminorum to nie biały karzeł jest zaćmiewany. Poprawny model układu przedstawił Józef Smak, który do układu podwójnego, zawierającego białego karła i wypełniającą powierzchnię Roche’a gwiazdę ciągu głównego, dołożył dysk akrecyjny i tzw. „gorącą plamę”, czyli miejsce, w którym akreowana materia zderza się z dyskiem. To właśnie wyłanianie się „gorącej plamy” zza dysku oraz jej zaćmienie przez składnik wtórny było odpowiedzialne za nietypowy wygląd krzywej zmian blasku U Geminorum.

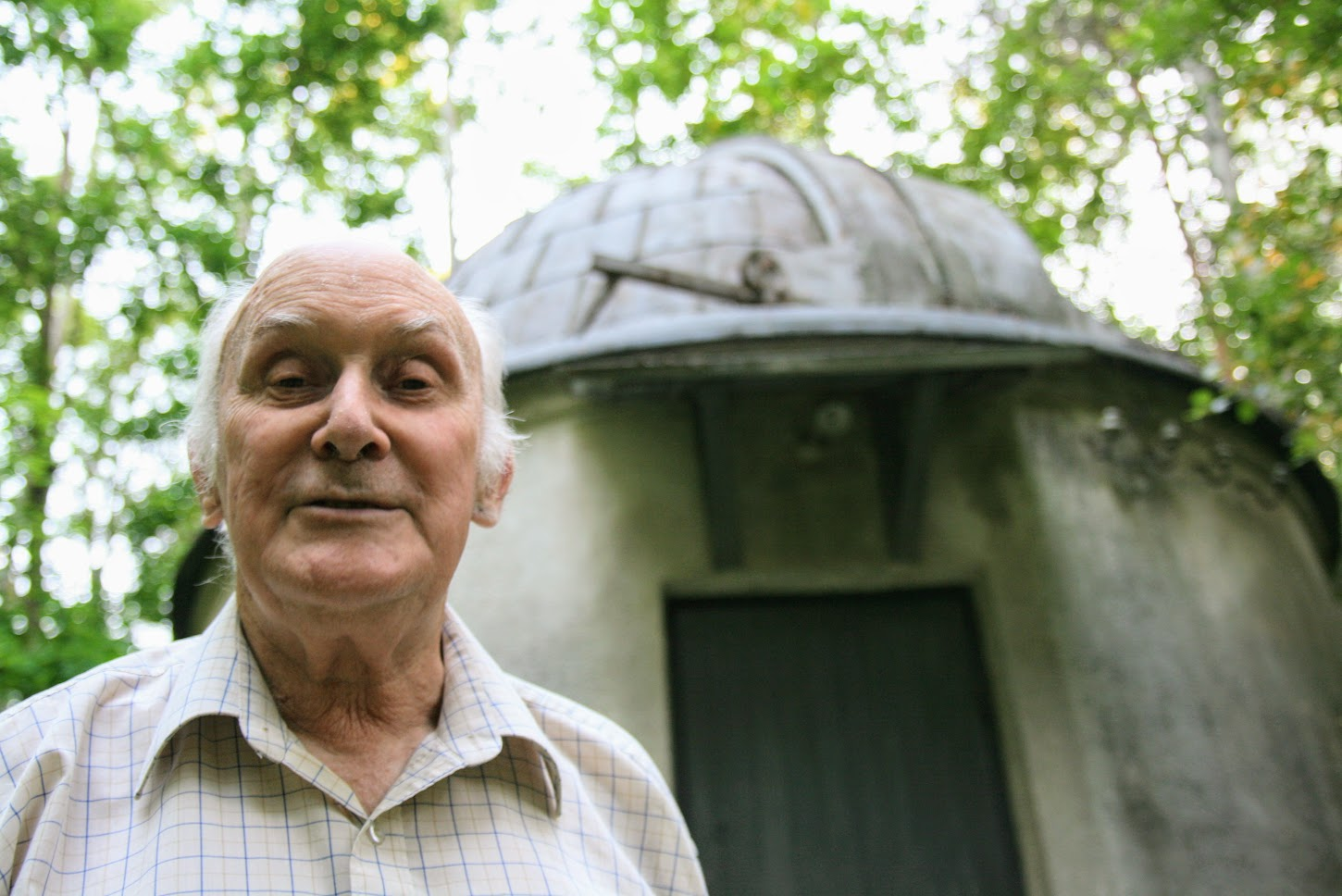
Wojciech Krzemiński w Obserwatorium Astronomicznym w Ostrowiku w 2011 roku (fot. Ewa Zegler-Poleska).

W 1964 roku Krzemiński i Robert Kraft odkryli, że gwiazda WZ Sagittae (WZ Sge) jest kataklizmiczną nową karłowatą o okresie obiegu 1 godzina i 22 minuty. Układ ten jest o tyle ciekawy, że wybucha co ok. 11 tysięcy dni, zwiększając swoją jasność ponad tysiąckrotnie. Wybuch ten jest spowodowany najprawdopodobniej przez niestabilność dysku akrecyjnego, która powoduje okresowe spadanie na powierzchnię białego karła znacznie większej „porcji” materii.
Krzemiński odkrył również optycznego towarzysza pulsara rentgenowskiego Centaurus X-3, która to gwiazda na stałe została nazwana Gwiazdą Krzemińskiego.
W publikacji z 1977 napisanej wspólnie z Krzysztofem Serkowskim zaproponował by gwiazdy typu AM Herculis nazwać „polarami”. Był również jednym z pierwszych astronomów, którzy poprawnie zinterpretowali naturę polarów.

## Członkostwo w organizacjach
Był wieloletnim członkiem Polskiego Towarzystwa Astronomicznego, w tym w latach 1951–1961 był sekretarzem zarządu.